# Rallye du Portugal 1980
Le Rallye du Portugal 1980 (14e Rallye de Portugal Vinho do Porto), disputé du 4 au 9 mars 1980, est la soixante-dix-huitième manche du championnat du monde des rallyes (WRC) courue depuis 1973, et la troisième manche du championnat du monde des rallyes 1980.

## Contexte avant la course

### Le championnat du monde
Ayant succédé en 1973 au championnat international des marques (en vigueur de 1970 à 1972), le championnat du monde des rallyes se dispute sur une douzaine de manches, dont les plus célèbres épreuves routières internationales, telles le Rallye Monte-Carlo, le Safari ou le RAC Rally. Parallèlement au championnat des constructeurs, la Commission Sportive Internationale (CSI) a depuis 1979 créé un véritable championnat des pilotes qui fait suite à la controversée Coupe des conducteurs instaurée en 1977, dont le calendrier incluait des épreuves de second plan. Pour la saison 1980, la CSI a exclu les manches suédoise et finlandaise du championnat constructeurs, ces deux épreuves comptant uniquement pour le classement des pilotes. Huit des douze manches du calendrier se disputent en Europe, deux en Afrique, une en Amérique du Sud et une en Océanie. Elles sont réservées aux voitures des catégories suivantes :
- Groupe 1 : voitures de tourisme de série
- Groupe 2 : voitures de tourisme spéciales
- Groupe 3 : voitures de grand tourisme de série
- Groupe 4 : voitures de grand tourisme spéciales

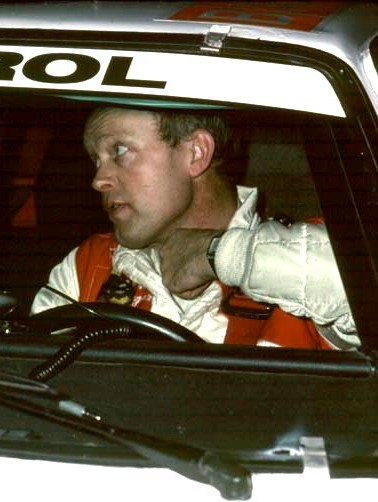
Björn Waldegård, premier pilote à s'être octroyé le titre de champion du monde des rallyes.

Malgré le retrait officiel de Ford, vainqueur en 1979, du championnat du monde des constructeurs, la saison 1980 s'avère néanmoins prometteuse, de nombreuses grandes marques visant le titre. Datsun, Fiat, Opel, Talbot et Toyota participeront à la plupart des manches, tandis que Mercedes-Benz a prévu de disputer six épreuves sur piste. En outre, bien qu'officiellement absent, Ford sera régulièrement représenté par l'équipe Rothmans, dont les Escort, rachetées à l'usine et préparées par le spécialiste britannique David Sutton, sont au niveau des meilleures. Homologuées en groupe 4 six ans plus tôt, les Lancia Stratos restent également très compétitives et continuent à jouer épisodiquement les trouble-fête au sein d'équipes privées, avec notamment l'écurie Chardonnet.
Premier champion du monde des rallyes, Björn Waldegård fait à nouveau partie des favoris. Pilote officiel Mercedes, qui ne dispute que la moitié des épreuves du calendrier, le Suédois a pu bénéficier d'une Fiat 131 Abarth officielle lors des deux premières manches, avec deux troisièmes places à la clef et occupe la seconde place du classement provisoire, devancé par son compatriote Anders Kulläng qui a imposé la nouvelle Opel Ascona 400 au Rallye de Suède. Brillant vainqueur du Rallye Monte-Carlo, le pilote Fiat Walter Röhrl figure également au rang des meilleurs, tout comme son coéquipier Markku Alén, malchanceux en ce début de saison. Dauphin de Waldegård en 1979, Hannu Mikkola reste son coéquipier chez Mercedes pour les épreuves africaines mais disposera d'une Ford Rothmans le reste du temps, au côté de son compatriote Ari Vatanen, très rapide mais toujours dans l'attente de sa première victoire au niveau mondial.

### L'épreuve
Créé treize ans auparavant par César Torrès, le rallye du Portugal est vite devenu une des épreuves les plus réputées grâce à un parcours mixte (terre et asphalte) très sélectif et une organisation hors pair, qui lui ont valu d'être intégrée au calendrier championnat du monde dès 1973. Avant le premier choc pétrolier, son parcours intégrait un itinéraire de concentration au départ de grandes villes européennes (sur le modèle du rallye Monte-Carlo), mais depuis 1974 l'épreuve se limite au territoire portugais. Markku Alén y détient le record de victoires, après trois succès en 1975, 1977 et 1978, tous acquis sur Fiat.

## Le parcours

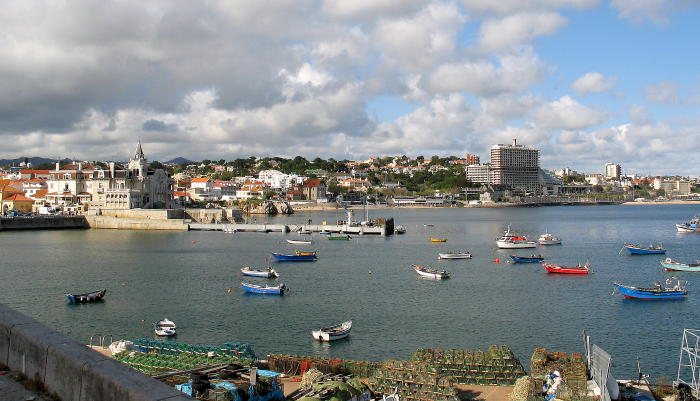
Estoril, ville départ et arrivée du rallye du Portugal

- vérifications techniques : 4 mars 1980 à Estoril
- départ : 5 mars 1980 d'Estoril
- arrivée : 9 mars 1980 à Estoril
- distance : 2647 km dont 673,5 km sur 47 épreuves spéciales
- surface : asphalte (18%) et terre (82%)
- Parcours divisé en quatre étapes[3]

### Première étape
- Estoril - Figueira da Foz - Póvoa de Varzim, du 5 au 6 mars
- distance : 953 km dont 170 km sur 15 épreuves spéciales

### Deuxième étape
- Póvoa de Varzim - Póvoa de Varzim, le 6 mars
- distance : 409 km dont 137 km sur 8 épreuves spéciales

### Troisième étape
- Póvoa de Varzim - Viseu - Estoril, du 7 au 8 mars
- distance : 1 077 km dont 300,5 km sur 15 épreuves spéciales

### Quatrième étape
- Estoril - Estoril, du 8 au 9 mars
- distance : 208 km dont 66 km sur 15 épreuves spéciales

## Les forces en présence
- Fiat

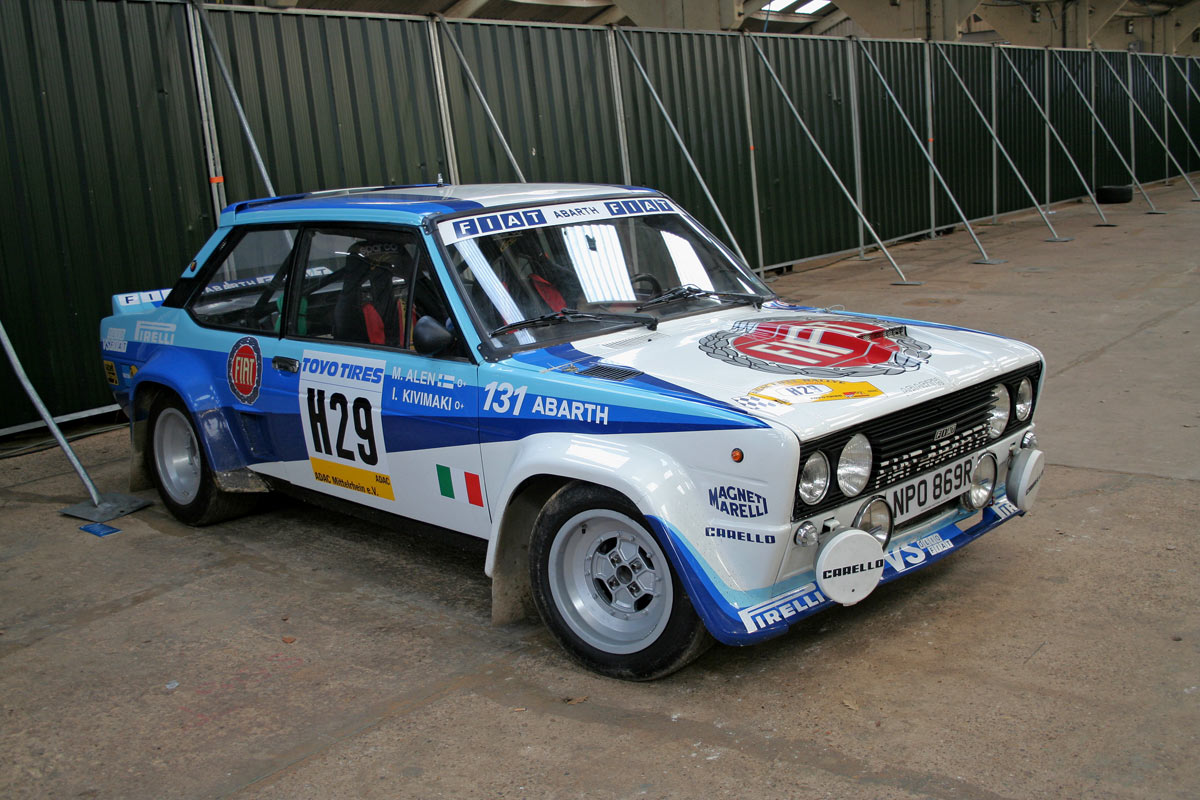
Une Fiat 131 Abarth groupe 4.

Le grand constructeur turinois a engagé trois 131 Abarth groupe 4 en configuration terre (1020 kg, suspension renforcée), pour Markku Alén, Walter Röhrl et Attilio Bettega. Ces modèles à transmission classique présentent l'avantage de pouvoir être équipées de ressorts longs sur les pistes ou de ressorts courts sur les parties asphaltées. Elles disposent d'un moteur deux litres seize soupapes à injection Kugelfischer, en version F pour Alén (238 chevaux à 8000 tr/min), en version FS (Safari) limitée à 230 chevaux mais plus souple à bas régime pour Röhrl et Bettega. Fournisseur attitré de Fiat, Pirelli propose une gamme étendue de pneumatiques, dont un tout nouveau modèle pour la boue. Victorieuses au Portugal en 1977 et 1978, les 131 Abarth sont les favorites de l'épreuve.
- Ford

Spécialiste de la marque, David Sutton a préparé trois Escort RS1800 groupe 4 (980 kg, moteur deux litres alimenté par carburateurs, 260 chevaux), les deux de l'équipe Rothmans (qui bénéficie du soutien officieux de l'usine) aux mains d'Hannu Mikkola et d'Ari Vatanen, ainsi que celle du pilote argentin Jorge Recalde, engagé à titre privé, qui découvre l'épreuve. Elles utilisent des pneumatiques Dunlop. La marque est également présente en groupe 1, avec notamment les Escort RS2000 de Joaquim Moutinho et surtout celle de Carlos Torres, équipée de pneus Firestone, qui visera une nouvelle victoire dans cette catégorie.
- Lancia

L'écurie Chardonnet engage une Stratos HF groupe 4 (970 kg, moteur central arrière V6 de 2 400 cm3, environ 280 chevaux) pour Bernard Darniche, qui avait dominé le début de course l'année précédente sur cette même voiture, désormais équipée de pneus Pirelli.
- Mercedes-Benz

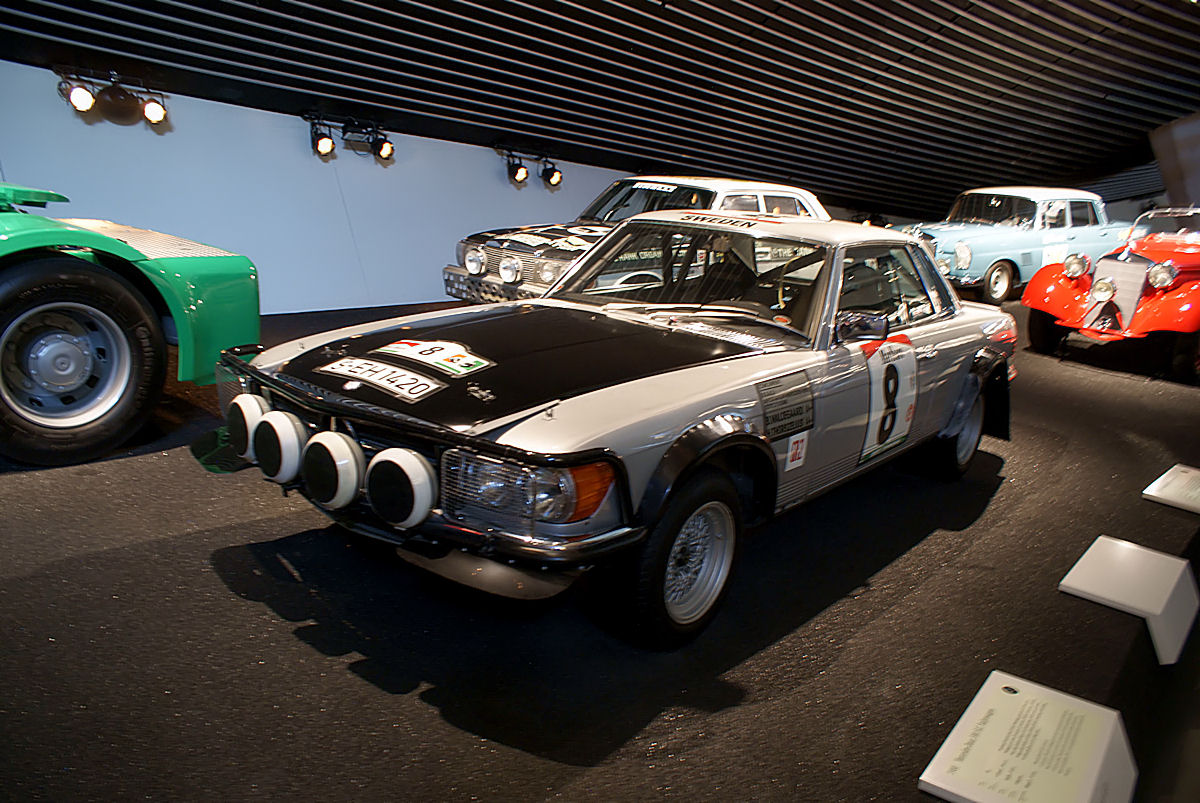
Les Mercedes 450 SLC sont les plus puissantes du plateau.

Le constructeur de Stuttgart dispute ici sa première épreuve de la saison, avec deux coupés 450 SLC 5.0 groupe 4 confiés à Björn Waldegård et Ingvar Carlsson. Avec leur moteur V8 de cinq litres développant 320 chevaux, ces voitures de 1330 kg sont les plus puissantes du plateau mais leur encombrement et leur poids élevé les empêchent de viser la victoire sur les pistes tourmentées du Portugal. Elles sont équipées de pneumatiques Dunlop.
- Opel

L'Euro Händler Team a engagé deux Opel Ascona 400 groupe 4 (1050 kg, moteur quatre cylindres de 2 420 cm3 développé chez Cosworth, 260 chevaux), un modèle qui vient d'obtenir sa toute première victoire au dernier rallye de Suède, aux mains d'Anders Kulläng, intégré à l'équipe depuis de nombreuses années, tout comme son coéquipier Jochi Kleint. Les deux voitures sont chaussées de pneus Michelin. La marque est également très présente dans les groupes 1 et 2, de nombreux pilotes privés s'alignant au volant d'Opel Kadett GT/E, dont 'Mêqêpê', un des principaux adversaires de Torres en tourisme de série.
- Toyota

Toyota a engagé deux coupés Celica groupe 4 (1000 kg, moteur quatre cylindres deux litres à seize soupapes, 220 chevaux) pour  Jean-Luc Thérier et Ove Andersson, ce dernier étant également directeur sportif de l'équipe. Ils disposent d'anciens modèles de pneus Pirelli pour la terre et de pneus Michelin pour l'asphalte.
- Triumph

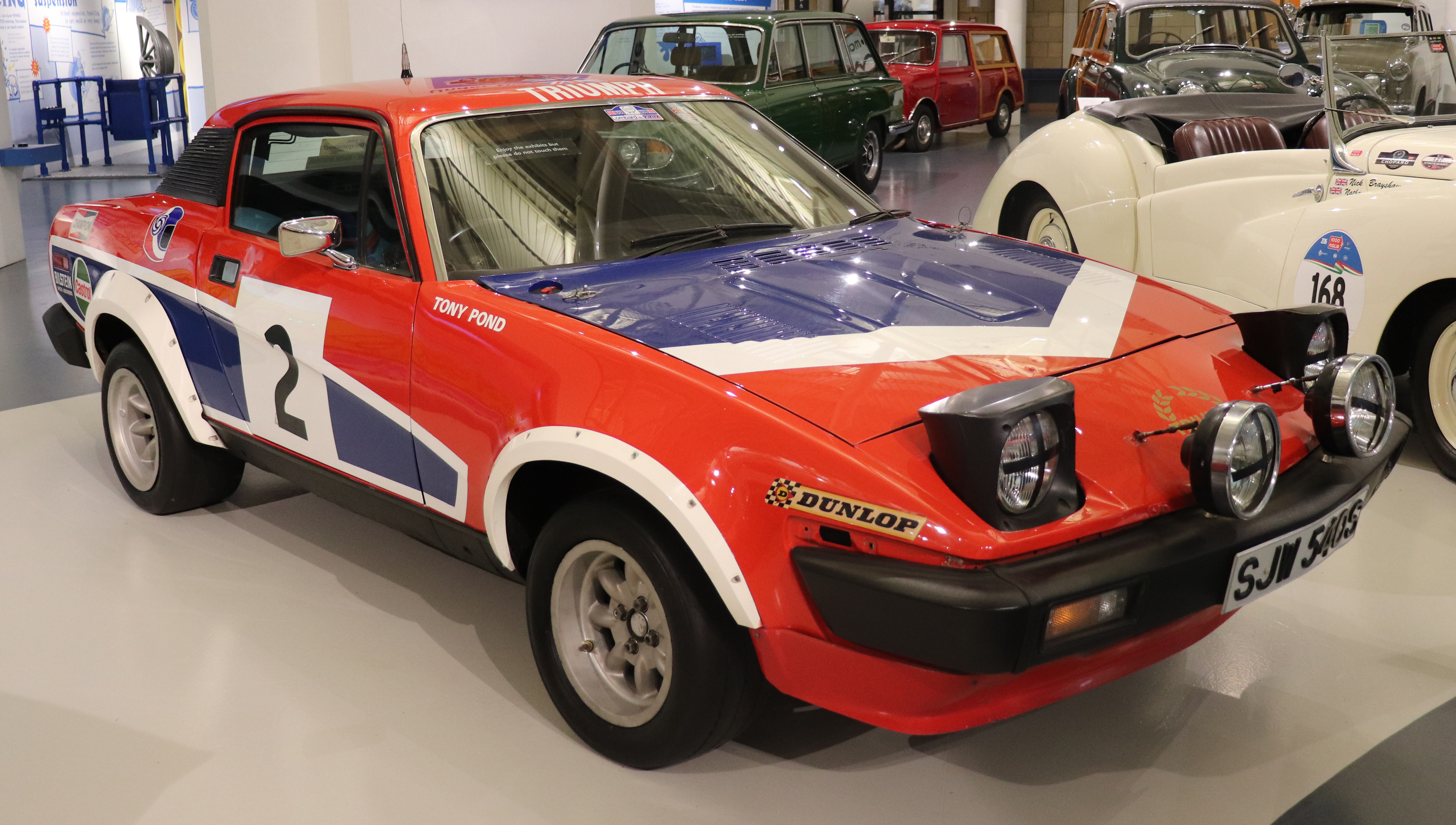
Une Triumph TR7 V8 groupe 4.

La marque britannique aligne deux Triumph TR7 V8 groupe 4 pour Per Eklund (qui découvre l'épreuve) et Tony Pond. Ces modèles à transmission classique pèsent environ 1150 kg et sont motorisés par un V8 de 3 500 cm3 d'une puissance de 290 chevaux, tant pour la nouvelle version à quatre carburateurs double corps d'Eklund que celle à injection de Pond. Les Triumph utilisent des pneus Dunlop.
- Datsun

En attendant l’homologation des nouvelles versions groupe 4, Datsun Europe engage deux versions groupe 2 de ses classiques berlines 160J PA10 (965 kg, moteur deux litres à huit soupapes, 190 chevaux), confiées à Timo Salonen et Andy Dawson. Elles sont équipées de pneus Dunlop de fabrication japonaise, contrairement aux autres partenaires du manufacturier britannique.
- Talbot

Principal adversaire de Datsun en groupe 2, Talbot a engagé deux Sunbeam Lotus à moteur quatre cylindres seize soupapes de 2 217 cm3 alimenté par deux carburateurs double-corps. Elles sont confiées à Guy Fréquelin et au jeune espoir finlandais Henri Toivonen. Fortes de plus de 230 chevaux, ce sont voitures les plus puissantes de leur catégorie. Elles disposent de pneus Michelin.
- FSO

La modeste équipe de Varsovie a engagé trois Polonez 2000 groupe 4 pour Maciej Stawowiak, Tomasz Ciecierzyński et Groblewski Włodzimierz, dont la robustesse constitue le principal atout sur les difficiles chemins du portugal.

## Déroulement de la course

### Première étape

#### Estoril - Figueira da Foz
Les 101 équipages s'élancent d'Estoril le mercredi matin, en direction de Povoa de Varzim, sur des routes totalement sèches. Les quatre premières épreuves spéciales se déroulent sur asphalte et Bernard Darniche exploite parfaitement la puissance de sa Lancia Stratos pour s'imposer en tête, creusant un écart de vingt secondes sur l'Opel de Jochi Kleint, son adversaire le plus proche, qui devance de peu les Fiat de Markku Alén et de Walter Röhrl. Parmi les meilleurs dans le premier secteur chronométré, Tony Pond a déjà dû renoncer, le moteur de sa Triumph TR7 ayant explosé lors du premier passage de Peninha. Alén se montre le plus rapide dans le premier tronçon sur terre, réduisant son retard sur Darniche à quinze secondes, mais le pilote français reprend du champ sur le bitume de São Pedro de Moel. À la halte de Figueira da Foz, Darniche compte vingt-trois secondes d'avance sur Alén et vingt-sept sur Kleint. Ari Vatanen (Ford Escort) est quatrième à quarante secondes, juste devant son coéquipier Hannu Mikkola, ex-æquo avec Röhrl. Malgré des suspensions trop souples, les Talbot d'Henri Toivonen et de Guy Fréquelin dominent largement le groupe 2, loin devant les Datsun d'Andy Dawson et de Timo Salonen déjà retardées par des problèmes mécaniques.

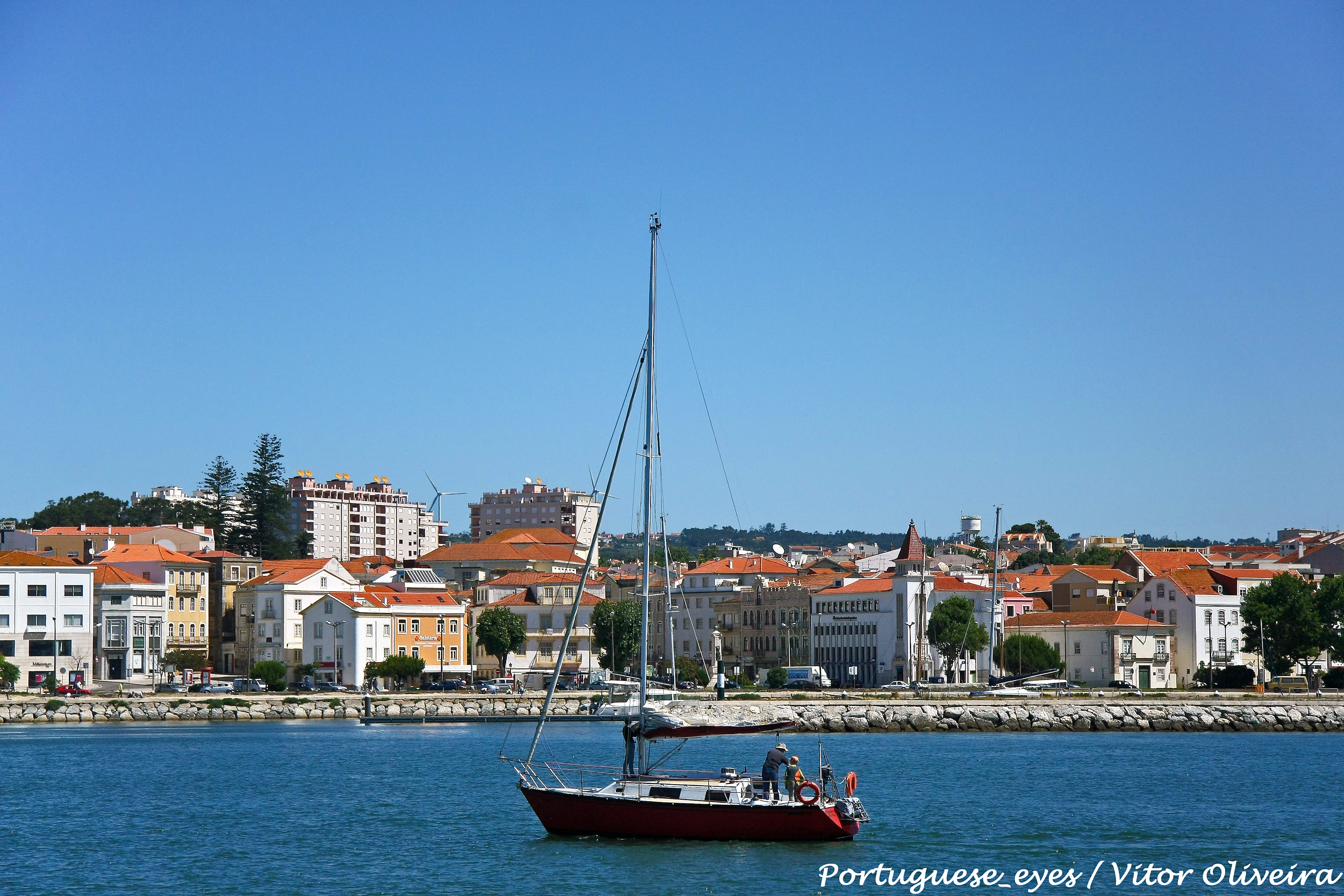
Figueira da Foz, à mi-parcours de la première étape.

| Pos. | Pilote           | Copilote              | Voiture                   | Groupe | Temps       | Écart        |
| ---- | ---------------- | --------------------- | ------------------------- | ------ | ----------- | ------------ |
| 1    | Bernard Darniche | Alain Mahé            | Lancia Stratos HF         | 4      | 20 min 59 s |              |
| 2    | Markku Alén      | Ilkka Kivimäki        | Fiat 131 Abarth           | 4      | 21 min 22 s | + 23 s       |
| 3    | Jochi Kleint     | Gunter Wanger         | Opel Ascona 400           | 4      | 21 min 26 s | + 27 s       |
| 4    | Ari Vatanen      | David Richards        | Ford Escort RS1800        | 4      | 21 min 39 s | + 40 s       |
| 5    | Hannu Mikkola    | Arne Hertz            | Ford Escort RS1800        | 4      | 21 min 44 s | + 45 s       |
| 5=   | Walter Röhrl     | Christian Geistdörfer | Fiat 131 Abarth           | 4      | 21 min 44 s | + 45 s       |
| 7    | Jean-Luc Thérier | Michel Vial           | Toyota Celica 2000 GT     | 4      | 21 min 50 s | + 51 s       |
| 8    | Ove Andersson    | Henry Liddon          | Toyota Celica 2000 GT     | 4      | 22 min 05 s | + 1 min 06 s |
| 9    | Attilio Bettega  | Arnaldo Bernacchini   | Fiat 131 Abarth           | 4      | 22 min 06 s | + 1 min 07 s |
| 10   | Henri Toivonen   | Antero Lindqvist      | Talbot Sunbeam Lotus      | 2      | 22 min 15 s | + 1 min 16 s |
| 11   | Guy Fréquelin    | Jean Todt             | Talbot Sunbeam Lotus      | 2      | 22 min 17 s | + 1 min 18 s |
| 12   | Björn Waldegård  | Hans Thorszelius      | Mercedes-Benz 450 SLC 5.0 | 4      | 22 min 18 s | + 1 min 19 s |

#### Figueira da Foz - Póvoa de Varzim

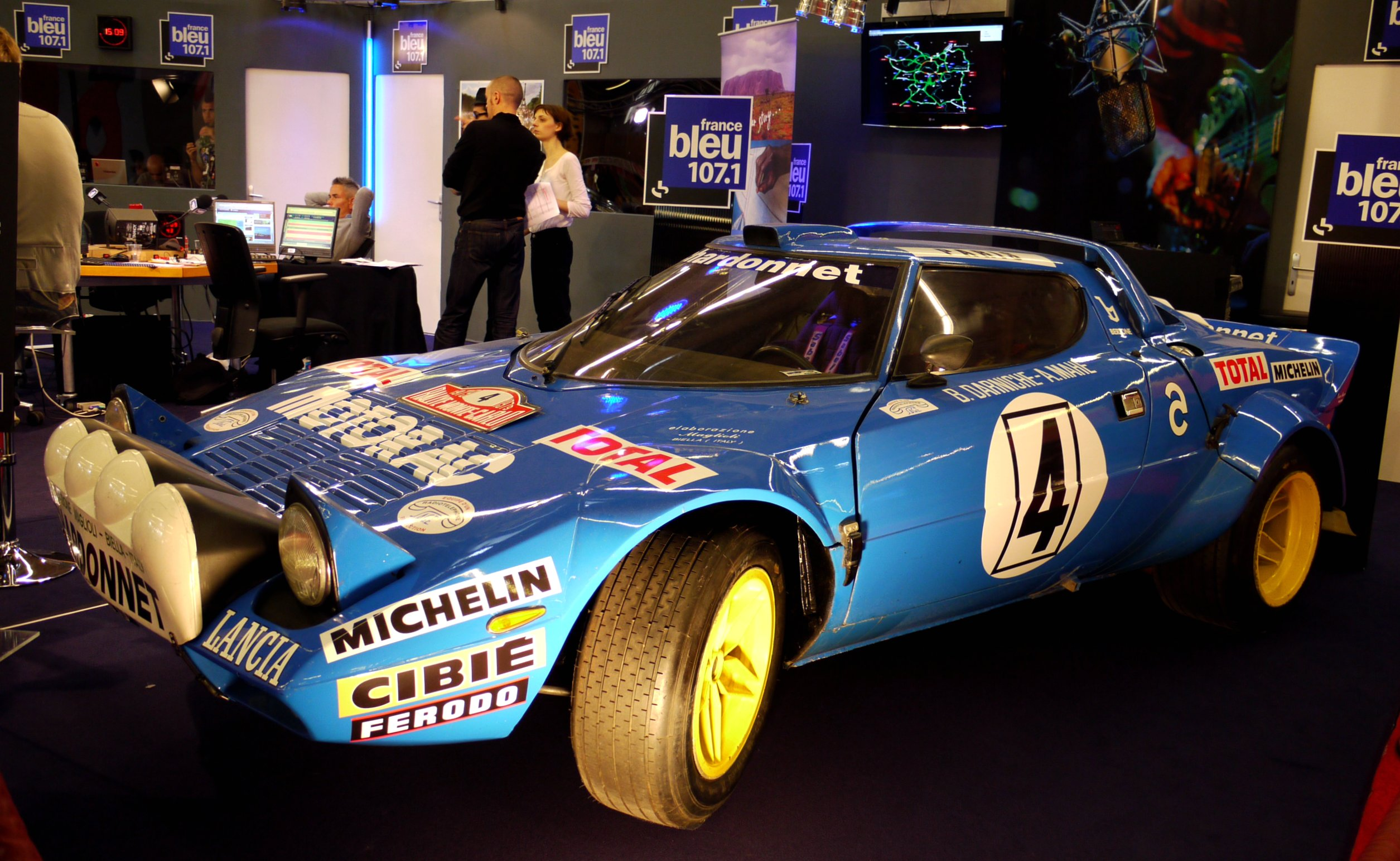
La Lancia Stratos de Darniche, animatrice du début de course, n'a pu terminer la première étape.

Les équipages repartent de Figueira da Foz en début de soirée. Après un premier tronçon sur asphalte dans lequel Darniche conforte son avance, la partie nocturne de l'étape se dispute sur des pistes accidentées. Si Alén s'impose sur les vingt-trois kilomètres du secteur de Lousã, revenant à moins de vingt secondes de Darniche, c'est ensuite Vatanen qui passe à l'attaque et remporte six épreuves consécutives au terme desquelles il se retrouve largement en tête du rallye, avec plus d'une minute d'avance sur la Fiat de Röhrl, désormais en seconde position. Ayant perdu le commandement au profit d'Alén dans le premier passage de Buçaco, Darniche n'a pu défendre sa place aux avant-postes, sa Stratos ayant ensuite connu des problèmes de Durit et de suspension, une surchauffe du moteur entraînant l'abandon du pilote français peu après. Alén n'est resté qu'un court instant en tête, un problème d'éclairage lors du deuxième passage de Lousã lui ayant tout d'abord fait perdre près de deux minutes, le Finlandais concédant ensuite trois minutes de pénalisation routière, son assistance ayant dû remplacer l'alternateur. Pneu éclaté, Jochi Kleint est sorti de la route dans le secteur de Buçaco, tout comme son coéquipier Anders Kulläng, il n'y donc plus d'Opel d'usine en course !
La pluie et le brouillard, qui ont considérablement handicapé les équipages au cours de la nuit, vont s'intensifier en fin d’étape. Alors troisième au classement général derrière son coéquipier Röhrl, Attilio Bettega, sort violemment de la route sur le parcours de liaison entre Préstimo et la Serra de Freita, avant la dernière épreuve spéciale, détruisant sa voiture et se blessant légèrement au visage. Également gêné par le manque de visibilité, Salonen sort pratiquement au même endroit, la violence du choc valant au pilote finlandais un séjour de quelques heures à l'hôpital. Seulement neuf équipages vont parvenir à parcourir ce secteur routier dans le temps imparti (à 60 km/h de moyenne). Malgré sa grande expérience de l'épreuve, Ove Andersson (Toyota), jusqu'alors huitième a perdu huit minutes et six places à cause d'une crevaison ; Vatanen, que personne ne semblait en mesure de contrer, y a quant à lui abandonné toute chance de victoire : tombé dans un profond fossé, il est parvenu repartir mais le train avant a été ouvert, nécessitant une longue intervention de ses mécaniciens qui va lui coûter treize minutes de pénalité et une chute à la douzième place !
Les cartes sont donc entièrement redistribuées au moment d'aborder la dernière difficulté, longue de près de vingt-cinq kilomètres. Röhrl se retrouve en tête trois minutes et demie devant la Toyota de Jean-Luc Thérier (bien remonté malgré des problèmes de freins) et la Talbot de Guy Fréquelin, leader du groupe 2. Alén est à quatre minutes de son coéquipier, loin devant Mikkola qui a été retardé par de multiples crevaisons. Les deux Fiat restant en course achèvent l'étape sur un doublé, Alén devançant son coéquipier de plus de quinze secondes et revenant à la seconde place du classement général, devant Thérier et Fréquelin. Derrière Mikkola, Björn Waldegård occupe une méritoire sixième place au volant de son gros coupé Mercedes, puissant mais peu agile sur les pistes portugaises. Le groupe 1 est dominé depuis le départ par Carlos Torres, douzième au volant de son Escort de série. À Póvoa de Varzim, plus de la moitié des équipages sont déjà manquants, quinze ayant abandonné en toute fin d'étape.
| Pos. | Pilote               | Copilote                 | Voiture                   | Groupe | Temps           | Écart         |
| ---- | -------------------- | ------------------------ | ------------------------- | ------ | --------------- | ------------- |
| 1    | Walter Röhrl         | Christian Geistdörfer    | Fiat 131 Abarth           | 4      | 2 h 04 min 35 s |               |
| 2    | Markku Alén          | Ilkka Kivimäki           | Fiat 131 Abarth           | 4      | 2 h 08 min 26 s | + 3 min 51 s  |
| 3    | Jean-Luc Thérier     | Michel Vial              | Toyota Celica 2000 GT     | 4      | 2 h 09 min 05 s | + 4 min 30 s  |
| 4    | Guy Fréquelin        | Jean Todt                | Talbot Sunbeam Lotus      | 2      | 2 h 09 min 06 s | + 4 min 31 s  |
| 5    | Hannu Mikkola        | Arne Hertz               | Ford Escort RS1800        | 4      | 2 h 10 min 26 s | + 5 min 51 s  |
| 6    | Björn Waldegård      | Hans Thorszelius         | Mercedes-Benz 450 SLC 5.0 | 4      | 2 h 12 min 54 s | + 8 min 19 s  |
| 7    | Henri Toivonen       | Antero Lindqvist         | Talbot Sunbeam Lotus      | 2      | 2 h 13 min 22 s | + 8 min 47 s  |
| 8    | Per Eklund           | Hans Sylvan              | Triumph TR7 V8            | 4      | 2 h 13 min 47 s | + 9 min 12 s  |
| 9    | Andy Dawson          | Kevin Gormley            | Datsun 160J PA10          | 2      | 2 h 14 min 36 s | + 10 min 1 s  |
| 10   | Ingvar Carlsson      | Claes Billstam           | Mercedes-Benz 450 SLC 5.0 | 4      | 2 h 16 min 58 s | + 12 min 23 s |
| 11   | Ari Vatanen          | David Richards           | Ford Escort RS1800        | 4      | 2 h 17 min 21 s | + 12 min 46 s |
| 12   | Carlos Torres        | Francisco Pina de Moreis | Ford Escort RS2000        | 1      | 2 h 21 min 07 s | + 16 min 32 s |
| 13   | José Pedro Borges    | Rui Bevilacqua           | Opel Kadett GT/E          | 2      | 2 h 21 min 47 s | + 17 min 12 s |
| 14   | Ove Andersson        | Henry Liddon             | Toyota Celica 2000 GT     | 4      | 2 h 24 min 30 s | + 19 min 55 s |
| 15   | 'Ray'                | Pierre Gandolfo          | Ford Escort RS1800        | 4      | 2 h 31 min 8 s  | + 26 min 33 s |
| 16   | 'Mêqêpê'             | Miguel Vilar             | Opel Kadett GT/E          | 1      | 2 h 32 min 43 s | + 28 min 8 s  |
| 17   | Maciej Stawowiak     | Ryszard Żyszkowski       | FSO Polonez 2000          | 4      | 2 h 35 min 25 s | + 30 min 50 s |
| 18   | Jorge Recalde        | Hector Moyana            | Ford Escort RS1800        | 4      | 2 h 37 min 50 s | + 33 min 15 s |
| 19   | Joaquim Moutinho     | Miguel Sottomayor        | Ford Escort RS2000        | 1      | 2 h 41 min 32 s | + 36 min 57 s |
| 20   | Tomasz Ciecierzyński | Jacek Rozanski           | FSO Polonez 2000          | 4      | 2 h 41 min 45 s | + 37 min 10 s |

### Deuxième étape
Les quarante-deux concurrents encore en course reprennent la route dans la journée du jeudi, pour une double boucle autour de Povoa de Varzim. Les conditions de route sont mauvaises, avec vent et pluie rendant les pistes particulièrement boueuses. Les Fiat confortent leur avance, d'autant que Thérier connaît d’emblée de gros problèmes de freinage sur sa Toyota et se fait dépasser par Fréquelin. Röhrl et Alén restent les seuls à jouer la victoire ; malgré un différentiel défaillant dans le secteur d'Orbacem, le Finlandais parvient à ramener son retard à un peu plus de deux minutes, mais Röhrl s'est parfaitement défendu des attaques de son coéquipier. Les deux Fiat ont rallié Povoa de Varzim avec une très confortable avance sur Fréquelin, talonné par Mikkola, alors que Vatanen est remonté en cinquième position, ayant profité des ennuis de Toivonen (boîte de vitesses) et de Per Eklund (problème de carburation sur sa Triumph) et de l'abandon de Thérier en toute fin de parcours, transmission cassée. Il ne reste plus que trente équipages en course.
| Pos. | Pilote               | Copilote                 | Voiture                   | Groupe | Temps           | Écart             |
| ---- | -------------------- | ------------------------ | ------------------------- | ------ | --------------- | ----------------- |
| 1    | Walter Röhrl         | Christian Geistdörfer    | Fiat 131 Abarth           | 4      | 4 h 05 min 14 s |                   |
| 2    | Markku Alén          | Ilkka Kivimäki           | Fiat 131 Abarth           | 4      | 4 h 07 min 31 s | + 2 min 17 s      |
| 3    | Guy Fréquelin        | Jean Todt                | Talbot Sunbeam Lotus      | 2      | 4 h 12 min 47 s | + 7 min 33 s      |
| 4    | Hannu Mikkola        | Arne Hertz               | Ford Escort RS1800        | 4      | 4 h 13 min 00 s | + 7 min 46 s      |
| 5    | Ari Vatanen          | David Richards           | Ford Escort RS1800        | 4      | 4 h 20 min 51 s | + 15 min 37 s     |
| 6    | Per Eklund           | Hans Sylvan              | Triumph TR7 V8            | 4      | 4 h 23 min 49 s | + 18 min 35 s     |
| 7    | Björn Waldegård      | Hans Thorszelius         | Mercedes-Benz 450 SLC 5.0 | 4      | 4 h 24 min 31 s | + 19 min 17 s     |
| 8    | Andy Dawson          | Kevin Gormley            | Datsun 160J PA10          | 2      | 4 h 24 min 39 s | + 19 min 25 s     |
| 9    | Henri Toivonen       | Antero Lindqvist         | Talbot Sunbeam Lotus      | 2      | 4 h 25 min 43 s | + 20 min 29 s     |
| 10   | Ingvar Carlsson      | Claes Billstam           | Mercedes-Benz 450 SLC 5.0 | 4      | 4 h 29 min 31 s | + 24 min 17 s     |
| 11   | Carlos Torres        | Francisco Pina de Moreis | Ford Escort RS2000        | 1      | 4 h 42 min 20 s | + 37 min 06 s     |
| 12   | Ove Andersson        | Henry Liddon             | Toyota Celica 2000 GT     | 4      | 4 h 50 min 30 s | + 45 min 16 s     |
| 13   | Jorge Recalde        | Hector Moyana            | Ford Escort RS1800        | 4      | 4 h 54 min 34 s | + 49 min 20 s     |
| 14   | 'Mêqêpê'             | Miguel Vilar             | Opel Kadett GT/E          | 1      | 5 h 00 min 36 s | + 55 min 22 s     |
| 15   | Maciej Stawowiak     | Ryszard Żyszkowski       | FSO Polonez 2000          | 4      | 5 h 07 min 43 s | + 1 h 02 min 29 s |
| 16   | 'Ray'                | Pierre Gandolfo          | Ford Escort RS1800        | 4      | 5 h 07 min 57 s | + 1 h 02 min 43 s |
| 17   | Tomasz Ciecierzyński | Jacek Rozanski           | FSO Polonez 2000          | 4      | 5 h 16 min 46 s | + 1 h 11 min 32 s |
| 18   | Américo Nunes        | João Batista             | Porsche 911 SC            | 4      | 5 h 27 min 23 s | + 1 h 22 min 09 s |

### Troisième étape

#### Póvoa de Varzim - Viseu

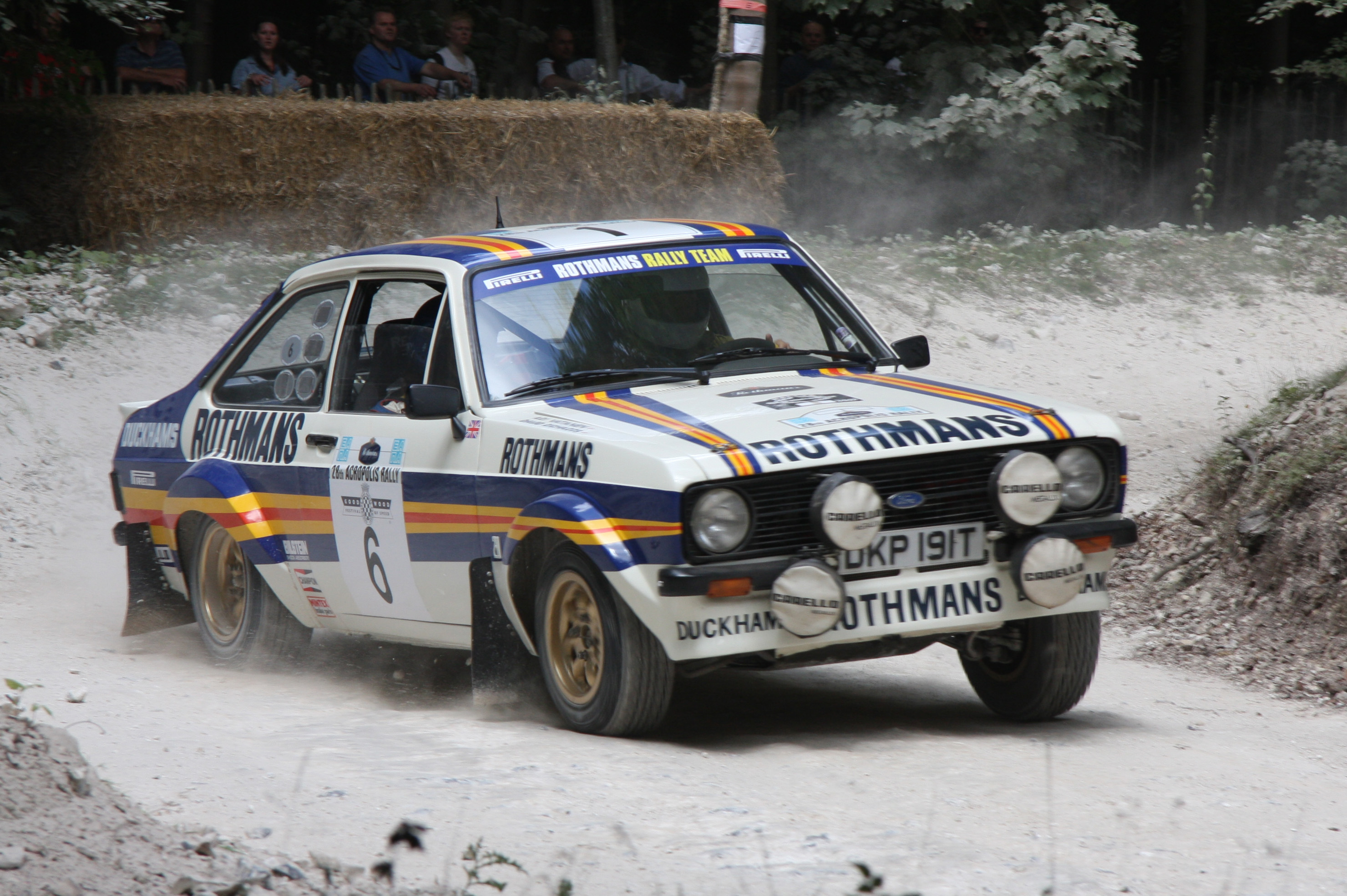
Les Ford Escort Rothmans n'ont pas dépassé le secteur de Cabreira.

La troisième étape, qui ramène les concurrents à Estoril, est la plus longue, comptant plus de mille kilomètres. Les équipages quittent Póvoa de Varzim le vendredi matin, vers le sud. Aucune consigne d'équipe n'a été donnée chez Fiat, aussi Röhrl doit-il continuer à parer les incessantes attaques d'Alén. Derrière, Mikkola dépossède Fréquelin de sa troisième place dans la spéciale de Fafe, mais dans le secteur suivant, Cabreira, il sort de la piste dans une longue courbe se terminant en épingle, son Escort tombant deux mètres en contrebas de la piste. Quelques minutes plus tard, Vatanen se fait piéger au même endroit, son Escort atterrissant sur celle de son coéquipier ! Les deux équipages sont indemnes mais dans l'incapacité de repartir. Fréquelin retrouve la troisième place, avec une très confortable avance (plus de dix minutes) sur la Triumph d'Eklund, qui précède la Datsun de Dawson et les Mercedes de Waldegård et Carlsson. L'ordre des trois premiers va rester inchangé jusqu'au parc fermé de Viseu, à mi-étape, où les équipages profitent de quelques heures de pause. Alén a cependant perdu du temps à cause d'une nouvelle casse du différentiel, et compte désormais plus de cinq minutes de retard sur Röhrl. Fréquelin est à près d'un quart d'heure de l'équipage de tête, avec plus d'un quart d'avance sur les Mercedes, désormais quatrième et cinquième après les abandons d'Eklund (pompe à essence) et Dawson (sortie de route), au cours de la nuit. Inapprochable en groupe 1, Torres a profité des nombreux abandons pour accéder à la sixième place, qu'il ne pourra défendre bien longtemps face à Andersson qui effectue une belle remontée sur une Toyota dont les problèmes de transmission ont enfin été réglés.
| Pos. | Pilote           | Copilote                 | Voiture                   | Groupe | Temps           | Écart             |
| ---- | ---------------- | ------------------------ | ------------------------- | ------ | --------------- | ----------------- |
| 1    | Walter Röhrl     | Christian Geistdörfer    | Fiat 131 Abarth           | 4      | 6 h 24 min 54 s |                   |
| 2    | Markku Alén      | Ilkka Kivimäki           | Fiat 131 Abarth           | 4      | 6 h 30 min 33 s | + 5 min 39 s      |
| 3    | Guy Fréquelin    | Jean Todt                | Talbot Sunbeam Lotus      | 2      | 6 h 39 min 11 s | + 14 min 17 s     |
| 4    | Björn Waldegård  | Hans Thorszelius         | Mercedes-Benz 450 SLC 5.0 | 4      | 6 h 54 min 29 s | + 29 min 35 s     |
| 5    | Ingvar Carlsson  | Claes Billstam           | Mercedes-Benz 450 SLC 5.0 | 4      | 6 h 59 min 45 s | + 34 min 51 s     |
| 6    | Carlos Torres    | Francisco Pina de Moreis | Ford Escort RS2000        | 1      | 7 h 19 min 14 s | + 54 min 20 s     |
| 7    | Ove Andersson    | Henry Liddon             | Toyota Celica 2000 GT     | 4      | 7 h 19 min 30 s | + 54 min 36 s     |
| 8    | Jorge Recalde    | Hector Moyana            | Ford Escort RS1800        | 4      | 7 h 29 min 58 s | + 1 h 05 min 24 s |
| 9    | Maciej Stawowiak | Ryszard Żyszkowski       | FSO Polonez 2000          | 4      | 8 h 00 min 33 s | + 1 h 35 min 39 s |
| 10   | 'Ray'            | Pierre Gandolfo          | Ford Escort RS1800        | 4      | 8 h 02 min 41 s | + 1 h 37 min 47 s |

#### Viseu - Estoril

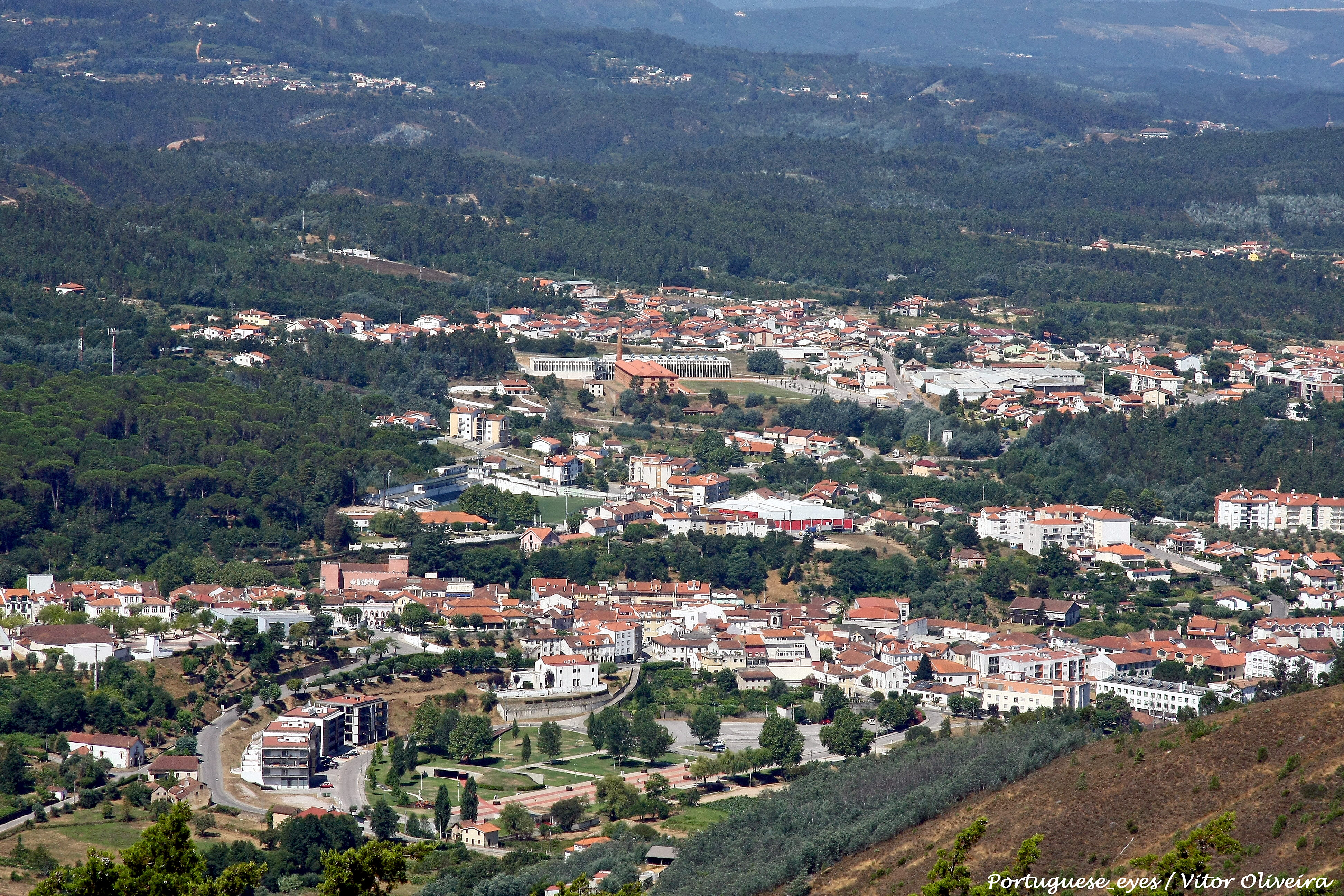
C'est dans le secteur d'Arganil que Walter Röhrl s'est assuré un avantage décisif sur ses poursuivants.

Le brouillard est intense lorsque les équipages repartent de Viseu, tard dans la soirée. Ils vont aborder le difficile tronçon d'Arganil avec une visibilité réduite à dix mètres. Röhrl va y accomplir un petit exploit, au jugé, se fiant totalement aux notes et aux distances précises indiquées par son copilote. Sur les quarante-deux kilomètres, il réalise une moyenne de 71,5 km/h (!), soit 7 km/h de mieux que Waldegård, auteur du deuxième meilleur temps, et plus de huit de mieux que son coéquipier et rival Markku Alén, qui compte maintenant plus de dix minutes de retard au classement général et ne peut plus espérer disputer la victoire à la régulière. Les positions semblent dès lors définitivement acquises, les pilotes ne prenant plus aucun risque pour rejoindre Estoril. Avec une avance sur Alén portée à treize minutes, Röhrl ne peut plus être battu. Fréquelin, toujours troisième, a maintenu son quart d'heure de marge sur la première Mercedes, et seule la remontée d'Andersson à la sixième place, devant Torres, a modifié l'ordre établi. Sur les dix-neuf voitures encore en course, seules seize seront en état de repartir.
| Pos. | Pilote           | Copilote                 | Voiture                   | Groupe | Temps            | Écart             |
| ---- | ---------------- | ------------------------ | ------------------------- | ------ | ---------------- | ----------------- |
| 1    | Walter Röhrl     | Christian Geistdörfer    | Fiat 131 Abarth           | 4      | 8 h 03 min 07 s  |                   |
| 2    | Markku Alén      | Ilkka Kivimäki           | Fiat 131 Abarth           | 4      | 8 h 16 min 42 s  | + 13 min 35 s     |
| 3    | Guy Fréquelin    | Jean Todt                | Talbot Sunbeam Lotus      | 2      | 8 h 29 min 26 s  | + 26 min 19 s     |
| 4    | Björn Waldegård  | Hans Thorszelius         | Mercedes-Benz 450 SLC 5.0 | 4      | 8 h 44 min 18 s  | + 41 min 11 s     |
| 5    | Ingvar Carlsson  | Claes Billstam           | Mercedes-Benz 450 SLC 5.0 | 4      | 8 h 53 min 15 s  | + 50 min 08 s     |
| 6    | Ove Andersson    | Henry Liddon             | Toyota Celica 2000 GT     | 4      | 9 h 10 min 30 s  | + 1 h 07 min 23 s |
| 7    | Carlos Torres    | Francisco Pina de Moreis | Ford Escort RS2000        | 1      | 9 h 20 min 11 s  | + 1 h 17 min 04 s |
| 8    | Jorge Recalde    | Hector Moyana            | Ford Escort RS1800        | 4      | 10 h 00 min 37 s | + 1 h 57 min 30 s |
| 9    | 'Ray'            | Pierre Gandolfo          | Ford Escort RS1800        | 4      | 10 h 18 min 41 s | + 2 h 15 min 34 s |
| 10   | Maciej Stawowiak | Ryszard Żyszkowski       | FSO Polonez 2000          | 4      | 10 h 23 min 18 s | + 2 h 20 min 11 s |

### Quatrième étape
La courte dernière étape, disputée dans la nuit du samedi au dimanche autour d'Estoril, n'est plus qu'une formalité pour les concurrents restant en course, et aucun incident ne va entraver la marche triomphale de Röhrl, qui remporte sa seconde grande victoire de la saison et reprend la tête du championnat, Alén assurant le doublé pour Fiat. Vient ensuite Fréquelin, qui impose logiquement sa Talbot en groupe 2, tandis que, quatrième et cinquième, les Mercedes de Waldegård et Carlsson obtiennent un résultat encourageant sur un terrain loin de leur être favorable. Pour la troisième année consécutive, Carlos Torres (septième au classement général derrière la Toyota d'Andersson) s'impose en groupe 1 sur ses terres.

### Classements intermédiaires
Classements intermédiaires des pilotes après chaque épreuve spéciale

### Classement général

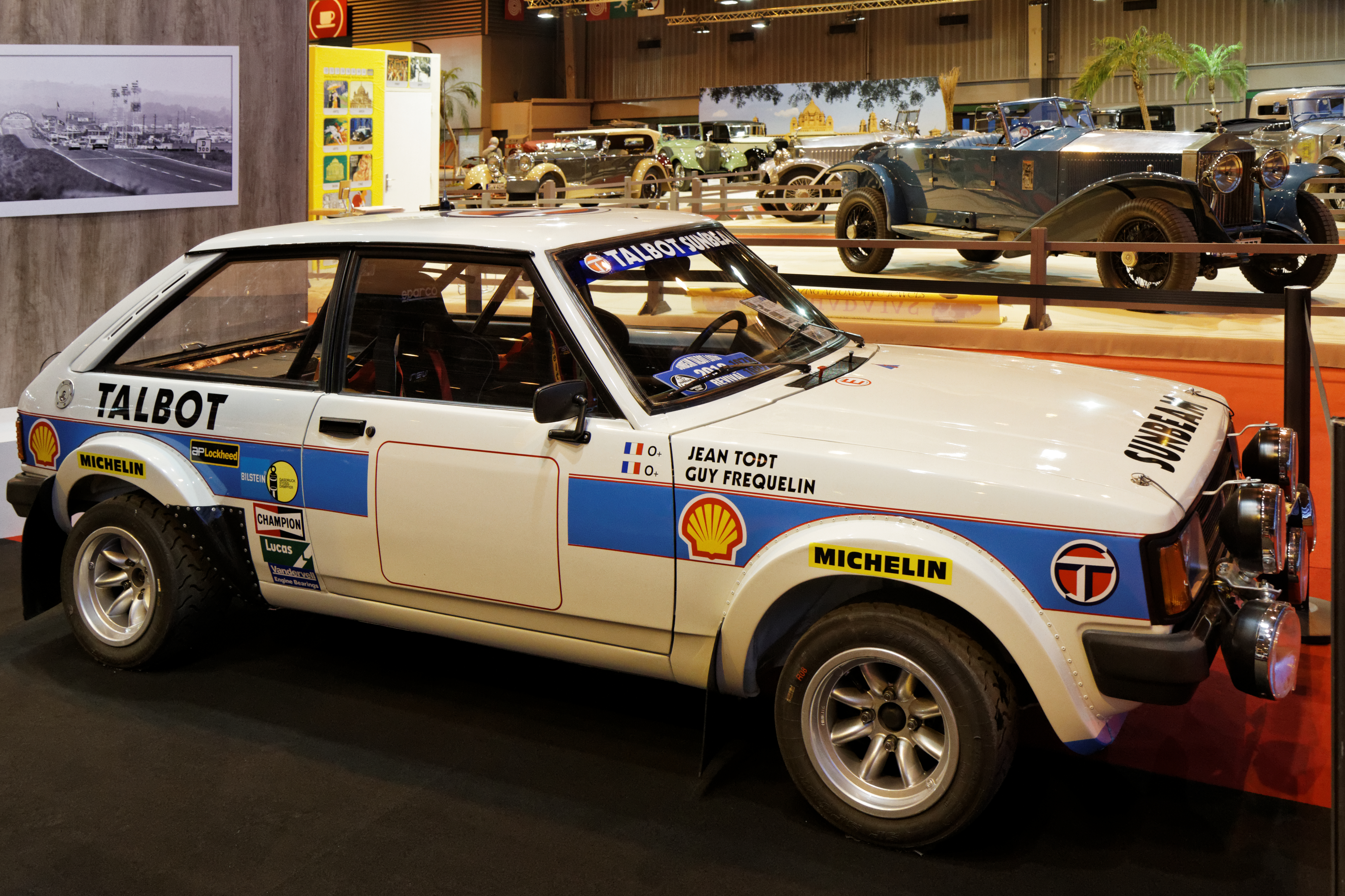
La Talbot Lotus de Fréquelin, troisième au classement général et vainqueur incontestable du groupe 2.

| Pos | No | Pilote           | Copilote                 | Voiture                   | Temps            | Écart             | Groupe |
| --- | -- | ---------------- | ------------------------ | ------------------------- | ---------------- | ----------------- | ------ |
| 1   | 5  | Walter Röhrl     | Christian Geistdörfer    | Fiat 131 Abarth           | 8 h 45 min 35 s  |                   | 4      |
| 2   | 2  | Markku Alén      | Ilkka Kivimäki           | Fiat 131 Abarth           | 8 h 59 min 54 s  | + 14 min 19 s     | 4      |
| 3   | 16 | Guy Fréquelin    | Jean Todt                | Talbot Sunbeam Lotus      | 9 h 16 min 04 s  | + 30 min 29 s     | 2      |
| 4   | 4  | Björn Waldegård  | Hans Thorszelius         | Mercedes-Benz 450 SLC 5.0 | 9 h 29 min 22 s  | + 43 min 47 s     | 4      |
| 5   | 17 | Ingvar Carlsson  | Claes Billstam           | Mercedes-Benz 450 SLC 5.0 | 9 h 40 min 22 s  | + 54 min 47 s     | 4      |
| 6   | 6  | Ove Andersson    | Henry Liddon             | Toyota Celica 2000 GT     | 9 h 54 min 51 s  | + 1 h 09 min 16 s | 4      |
| 7   | 21 | Carlos Torres    | Francisco Pina de Moreis | Ford Escort RS2000        | 10 h 08 min 13 s | + 1 h 22 min 38 s | 1      |
| 8   | 25 | Jorge Recalde    | Hector Moyana            | Ford Escort RS1800        | 10 h 49 min 39 s | + 2 h 04 min 04 s | 4      |
| 9   | 36 | 'Ray'            | Pierre Gandolfo          | Ford Escort RS1800        | 11 h 09 min 22 s | + 2 h 23 min 47 s | 4      |
| 10  | 24 | Maciej Stawowiak | Ryszard Żyszkowski       | FSO Polonez 2000          | 11 h 15 min 34 s | + 2 h 29 min 59 s | 4      |

### Hommes de tête
- ES1 à ES 9 :  Bernard Darniche -  Alain Mahé (Lancia Stratos HF)
- ES10 :  Markku Alén -  Ilkka Kivimäki (Fiat 131 Abarth)
- ES11 à ES14 :  Ari Vatanen -  David Richards (Ford Escort RS1800)
- ES15 à ES47 :  Walter Röhrl -  Christian Geistdörfer (Fiat 131 Abarth)

### Vainqueurs d'épreuves spéciales
- Walter Röhrl -  Christian Geistdörfer (Fiat 131 Abarth) : 17 spéciales (ES 17, 24, 25, 27, 29, 31, 33, 35, 36, 38 à 41, 44 à 47)
- Markku Alén -  Ilkka Kivimäki (Fiat 131 Abarth) : 14 spéciales (ES 5, 8, 15, 16, 18 à 20, 23, 26, 28, 30, 32, 42, 43)
- Bernard Darniche -  Alain Mahé (Lancia Stratos HF) : 6 spéciales (ES 1 à 4, 6, 7)
- Ari Vatanen -  David Richards (Ford Escort RS1800) : 6 spéciales (ES 9 à 14)
- Henri Toivonen -  Antero Lindqvist (Talbot Sunbeam Lotus) : 2 spéciales (ES 21, 22)
- Ove Andersson -  Henry Liddon (Toyota Celica 2000 GT) : 2 spéciales (ES 34, 37)
- Anders Kulläng -  Bruno Berglund (Opel Ascona 400) : 1 spéciale (ES 3)

## Résultats des principaux engagés
| No | Pilote                 | Copilote                 | Voiture                   | Groupe | Classement général                                  | Class. groupe |
| -- | ---------------------- | ------------------------ | ------------------------- | ------ | --------------------------------------------------- | ------------- |
| 1  | Hannu Mikkola          | Arne Hertz               | Ford Escort RS1800        | 4      | ab. dans la 25e spéciale (sortie de route)          | -             |
| 2  | Markku Alén            | Ilkka Kivimäki           | Fiat 131 Abarth           | 4      | 2e à 14 min 19 s                                    | 2e            |
| 3  | Bernard Darniche       | Alain Mahé               | Lancia Stratos HF         | 4      | ab. dans la 12e spéciale (surchauffe moteur)        | -             |
| 4  | Björn Waldegård        | Hans Thorszelius         | Mercedes-Benz 450 SLC 5.0 | 4      | 4e à 43 min 47 s                                    | 3e            |
| 5  | Walter Röhrl           | Christian Geistdörfer    | Fiat 131 Abarth           | 4      | 1er                                                 | 1er           |
| 6  | Ove Andersson          | Henry Liddon             | Toyota Celica 2000 GT     | 4      | 6e à 1 h 09 min 16 s                                | 5e            |
| 7  | Ari Vatanen            | David Richards           | Ford Escort RS1800        | 4      | ab. dans la 25e spéciale (sortie de route)          | -             |
| 9  | Jochi Kleint           | Gunter Wanger            | Opel Ascona 400           | 4      | ab. dans la 10e spéciale (sortie de route)          | -             |
| 10 | Attilio Bettega        | Arnaldo Bernacchini      | Fiat 131 Abarth           | 4      | ab. après la 14e spéciale (sortie de route)         | -             |
| 11 | Timo Salonen           | Seppo Harjanne           | Datsun 160J PA10          | 2      | ab. après la 14e spéciale (sortie de route)         | -             |
| 12 | Anders Kulläng         | Bruno Berglund           | Opel Ascona 400           | 4      | ab. dans la 10e spéciale (sortie de route)          | -             |
| 14 | Per Eklund             | Hans Sylvan              | Triumph TR7 V8            | 4      | ab. dans la 27e spéciale (pompe à essence)          | -             |
| 15 | Jean-Luc Thérier       | Michel Vial              | Toyota Celica 2000 GT     | 4      | ab. dans la 23e spéciale (demi-arbre)               | -             |
| 16 | Guy Fréquelin          | Jean Todt                | Talbot Sunbeam Lotus      | 2      | 3e à 30 min 29 s                                    | 1er           |
| 17 | Ingvar Carlsson        | Claes Billstam           | Mercedes-Benz 450 SLC 5.0 | 4      | 5e à 54 min 47 s                                    | 4e            |
| 18 | Tony Pond              | Fred Gallagher           | Triumph TR7 V8            | 4      | ab. dans la 2e spéciale (moteur)                    | -             |
| 19 | Andy Dawson            | Kevin Gormley            | Datsun 160J PA10          | 2      | ab. dans la 28e spéciale (sortie de route)          | -             |
| 20 | Henri Toivonen         | Antero Lindqvist         | Talbot Sunbeam Lotus      | 2      | ab. dans la 25e spéciale (pont arrière)             | -             |
| 21 | Carlos Torres          | Francisco Pina de Moreis | Ford Escort RS2000        | 1      | 7e à 1 h 22 min 38 s                                | 1er           |
| 22 | 'Mêqêpê'               | Miguel Vilar             | Opel Kadett GT/E          | 1      | ab. dans la 27e spéciale (triangle de suspension)   | -             |
| 24 | Maciej Stawowiak       | Ryszard Żyszkowski       | FSO Polonez 2000          | 4      | 10e à 2 h 29 min 59 s                               | 8e            |
| 25 | Jorge Recalde          | Hector Moyana            | Ford Escort RS1800        | 4      | 8e à 2 h 04 min 04 s                                | 6e            |
| 32 | Tomasz Ciecierzyński   | Jacek Rozanski           | FSO Polonez 2000          | 4      | ab. dans la 26e spéciale (arbre de transmission)    | -             |
| 34 | Joaquim Moutinho       | Miguel Sottomayor        | Ford Escort RS2000        | 1      | ab. dans la 2e étape (transmission)                 | -             |
| 35 | Groblewski Włodzimierz | Jacek Lewandoski         | FSO Polonez 2000          | 4      | ab. après la 35e spéciale (retrait : pilote malade) | -             |
| 36 | 'Ray'                  | Pierre Gandolfo          | Ford Escort RS1800        | 4      | 9e à 2 h 23 min 47 s                                | 7e            |
| 37 | Américo Nunes          | João Batista             | Porsche 911 SC            | 4      | ab. dans la 3e étape                                | -             |

## Classements des championnats à l'issue de la course

### Constructeurs
- attribution des points : 10, 9, 8, 7, 6, 5, 4, 3, 2, 1 respectivement aux dix premières marques de chaque épreuve, additionnés de 8, 7, 6, 5, 4, 3, 2, 1 respectivement aux huit premières de chaque groupe (seule la voiture la mieux classée de chaque constructeur marque des points). Les points de groupe ne sont attribués qu'aux concurrents ayant terminé dans les dix premiers au classement général.
- seuls les sept meilleurs résultats (sur dix épreuves) sont retenus pour le décompte final des points.

| Pos. | Marque        | Points | M-C  | POR  | SAF | ACR | ARG | NZL | SAN | COR | RAC | BAN |
| ---- | ------------- | ------ | ---- | ---- | --- | --- | --- | --- | --- | --- | --- | --- |
| 1    | Fiat          | 36     | 10+8 | 10+8 |     |     |     |     |     |     |     |     |
| 2    | Ford          | 20     | 2+6  | 4+8  |     |     |     |     |     |     |     |     |
| 3    | Lancia        | 16     | 9+7  | -    |     |     |     |     |     |     |     |     |
| 3=   | Talbot        | 16     | -    | 8+8  |     |     |     |     |     |     |     |     |
| 5    | Volkswagen    | 14     | 6+8  | -    |     |     |     |     |     |     |     |     |
| 6    | Mercedes-Benz | 13     | -    | 7+6  |     |     |     |     |     |     |     |     |
| 7    | Opel          | 12     | 7+5  | -    |     |     |     |     |     |     |     |     |
| 8    | Porsche       | 10     | 2+8  | -    |     |     |     |     |     |     |     |     |
| 9    | Toyota        | 9      | -    | 5+4  |     |     |     |     |     |     |     |     |
| 10   | FSO           | 2      | -    | 1+1  |     |     |     |     |     |     |     |     |

### Pilotes
- attribution des points : 20, 15, 12, 10, 8, 6, 4, 3, 2, 1 respectivement aux dix premiers de chaque épreuve.
- seuls les sept meilleurs résultats (sur douze épreuves) sont retenus pour le décompte final des points.

| Pos. | Pilote           | Marque               | Points | M-C | SUE | POR | SAF | ACR | ARG | FIN | NZL | SAN | COR | RAC | BAN |
| ---- | ---------------- | -------------------- | ------ | --- | --- | --- | --- | --- | --- | --- | --- | --- | --- | --- | --- |
| 1    | Walter Röhrl     | Fiat                 | 40     | 20  | -   | 20  |     |     |     |     |     |     |     |     |     |
| 2    | Björn Waldegård  | Fiat, Mercedes-Benz¹ | 34     | 12  | 12  | 10¹ |     |     |     |     |     |     |     |     |     |
| 3    | Anders Kulläng   | Opel                 | 30     | 10  | 20  | -   |     |     |     |     |     |     |     |     |     |
| 4    | Bernard Darniche | Lancia               | 15     | 15  | -   | -   |     |     |     |     |     |     |     |     |     |
| 4=   | Stig Blomqvist   | Saab                 | 15     | -   | 15  | -   |     |     |     |     |     |     |     |     |     |
| 4=   | Markku Alén      | Fiat                 | 15     | -   | -   | 15  |     |     |     |     |     |     |     |     |     |
| 7    | Guy Fréquelin    | Talbot               | 12     | -   | -   | 12  |     |     |     |     |     |     |     |     |     |
| 8    | Per Eklund       | Volkswagen, Datsun¹  | 11     | 8   | 3¹  | -   |     |     |     |     |     |     |     |     |     |
| 9    | Hannu Mikkola    | Ford                 | 10     | -   | 10  | -   |     |     |     |     |     |     |     |     |     |
| 10   | Ingvar Carlsson  | BMW, Mercedes-Benz¹  | 9      | -   | 1   | 8¹  |     |     |     |     |     |     |     |     |     |
| 11   | Björn Johansson  | Opel                 | 8      | -   | 8   | -   |     |     |     |     |     |     |     |     |     |
| 12   | Attilio Bettega  | Fiat                 | 6      | 6   | -   | -   |     |     |     |     |     |     |     |     |     |
| 12=  | Pentti Airikkala | Vauxhall             | 6      | -   | 6   | -   |     |     |     |     |     |     |     |     |     |
| 12=  | Ove Andersson    | Toyota               | 6      | -   | -   | 6   |     |     |     |     |     |     |     |     |     |
| 15   | Michèle Mouton   | Fiat                 | 4      | 4   | -   | -   |     |     |     |     |     |     |     |     |     |
| 15=  | Timo Salonen     | Datsun               | 4      | -   | 4   | -   |     |     |     |     |     |     |     |     |     |
| 15=  | Carlos Torres    | Ford                 | 4      | -   | -   | 4   |     |     |     |     |     |     |     |     |     |